# Mácula

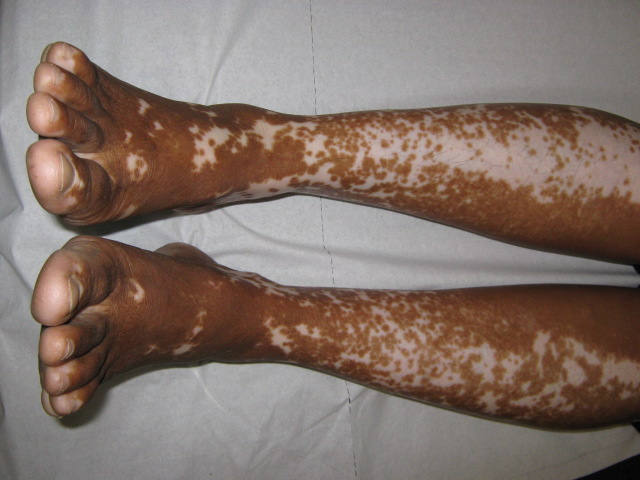
Máculas acrômicas na perna de paciente com vitiligo, doença na qual esse tipo de lesão é comum.

Mácula ou mancha é uma lesão elementar da pele caracterizada por uma área delimitada de coloração distinta da pele ao redor, porém sem relevo ou espessamento perceptíveis. Pode ter origem pigmentar, vascular ou hemorrágica, respeitando a seguinte classificação: 
As máculas pigmentares decorrem de alterações na concentração de melanina, armazenada pelos melanócitos na pele, sendo que o excesso desse composto resulta em uma mácula hipercrômica e a ausência ou escassez em máculas acrômicas ou hipocrômicas, respectivamente. As máculas vasculares são produzidas por defeitos na microcirculação da pele. Ao serem comprimidas, devem desaparecer e depois retornar, o que as difere das máculas hemorrágicas. As telangiectasias e os eritemas são tipos de máculas vasculares. As manchas hemorrágicas, de acordo com sua forma e tamanho, podem ser classificadas como petéquias (formato de um ponto), víbices (formato linear) e equimoses (formato de placas). A cor das manchas hemorrágicas varia de acordo com o seu estágio, evoluindo do vermelho-arroxeado ao amarelo, conforme há degradação da hemoglobina do sangue. Quando há extravasamento de sangue, causando a elevação da pele, trata-se de um hematoma.